# Mormonia abamita
Mormonia abamita är en fjärilsart som beskrevs av Bremer och William Grey 1853. Mormonia abamita ingår i släktet Mormonia och familjen nattflyn. Inga underarter finns listade i Catalogue of Life.